# Pleiocarpidia rufescens
Pleiocarpidia rufescens är en måreväxtart som beskrevs av Cornelis Eliza Bertus Bremekamp. Pleiocarpidia rufescens ingår i släktet Pleiocarpidia och familjen måreväxter. Inga underarter finns listade i Catalogue of Life.